# Mario Jara
Mario Vicente Jara (nacido el 25 de abril de 1980 en Formosa) es un exfutbolista y actual entrenador argentino - paraguayo, se desempeñaba como volante y su último club fue El Porvenir. Actualmente es el D.T. del Club 12 de Junio de Segunda División de Paraguay.

## Trayectoria
Surgió de las inferiores de Club Deportivo Las Pirañas, un club de barrio ubicado en la localidad de Moron.
Allí fue donde comenzó a dar sus primeros paso como futbolista amateur.
Consagrándose campeón en varias oportunidades, jugando con compañeros como Maximiliamo León, Carlos Tavera, Daniel Di Dio. Por consiguiente tras haber finalizado su edad para seguir jugando en el club Las Pirañas, empieza a dar sus pasos con mayores sueños. 
Juventud Unida|Juventud Unida]], donde debutó en 2002. Un año después, tras quedar libre, fichó por Leandro N. Alem manteniéndose por un año en tal club y recalando, posteriormente, en Flandria. En España jugó para Alicante.
En 2007, llegó a Paraguay y fichó por el 2 de Mayo de ese país. Posteriormente, en 2009, fichó por olimpia. Allí nada más se mantuvo por un año, disputando 14 encuentros sin conseguir anotaciones. Luego, en 2010, siempre en el fútbol de Paraguay, fichó por General Díaz. Ese mismo año, tras un pésimo semestre, regresó a la Argentina con el Sportivo Patria del Torneo Argentino B. Al año siguiente, fichó por el Santo André de Brasil. Luego, cerca de finalizar su carrera, jugó media temporada de la Primera B Metropolitana con Barracas Central. Finalmente se retiró en 2013 vistiendo los colores de El Porvenir de Gerli.

## Clubes
| Club             | País      | Año       |
| ---------------- | --------- | --------- |
| Juventud Unida   | Argentina | 2002-2003 |
| Leandro N. Alem  | Argentina | 2003-2004 |
| Flandria         | Argentina | 2004      |
| Alicante         | España    | 2005-2007 |
| 2 de Mayo        | Paraguay  | 2007-2008 |
| Olimpia          | Paraguay  | 2009      |
| General Díaz     | Paraguay  | 2010      |
| Sportivo Patria  | Argentina | 2010-2011 |
| Santo André      | Brasil    | 2011      |
| Osvaldo Cruz     | Brasil    | 2012      |
| Barracas Central | Argentina | 2012      |
| El Porvenir      | Argentina | 2013      |

## Entrenador
| Club                      | Pais     | Años |
| ------------------------- | -------- | ---- |
| Club General Diaz         | Paraguay | 2015 |
| Deportivo Santani         | Paraguay | 2015 |
| Club Rubio Ñu             | Paraguay | 2016 |
| Club Sportivo Luqueño     | Paraguay | 2016 |
| Club General Diaz         | Paraguay | 2017 |
| Deportivo Santani         | Paraguay | 2018 |
| Independiente FBC         | Paraguay | 2018 |
| Deportivo Capiata         | Paraguay | 2019 |
| Deportivo Santani         | Paraguay | 2019 |
| Club 12 de Octubre        | Paraguay | 2020 |
| Club River Plate          | Paraguay | 2021 |
| Resistencia Sport Club    | Paraguay | 2022 |
| Club Rubio Ñu             | Paraguay | 2023 |
| Club Sportivo San Lorenzo | Paraguay | 2023 |
| Club 12 de Junio          | Paraguay | 2024 |